# OpenDocument
OpenDocument (ODF) med det fulde navn OASIS Open Document Format for Office Applications er en åben standard for kontordokumentformater udarbejdet i standardiseringsorganisationen OASIS.
OpenDocument er godkendt som ISO-standard (ISO/IEC 26300:2006), i december 2006.
OpenDocument er baseret på dokumentformatet OpenOffice.org 1.0 fra den første udgave af OpenOffice.org og processen med at gøre formatet til en åben standard blev startet i slutningen af 2002. Det skete blandt andet på foranledning af Claus Sørensen, da han gjorde opmærksom på Teknologirådets rapport Open Source i det offentlige, hvor i der konkluderes, at det ikke er muligt entydigt at vælge fremtidens dokumentformat i det offentlige, da både det kommende Microsoft Office Open XML , XML-baserede format såvel som Suns OpenOffice.org-format den gang var leverandørejede. Microsoft overgav i november 2005 Office Open XML til standardiserings organisationen ECMA International.
OASIS Open Office XML Format TC blev nedsat den 6. december 2002.

## Software der understøtter ODF
- Adobe Buzzword[1]
- AbiWord [2][3] (plugin)
- Google Docs [4]
- IBM Lotus Symphony [5][6]
- KOffice [7]
- LibreOffice
- MS Office 2000,  MS Office XP, MS Office 2003, MS Office 2007 (plugin [8])
- MS Office 2007 Service Pack 2 (SP2) [9]
- NeoOffice
- OpenOffice.org
- Scribus
- Sun Microsystems StarOffice
- SoftMaker Office
- Corel WordPerfect Office X4[10]
- Zoho Office Suite

## References
1. ↑  "Adobe Buzzword online word processor from Acrobat.com". Labs.adobe.com. Arkiveret fra originalen 27. maj 2008. Hentet 2009-05-19.
2. ↑  "OpenDocument – AbiWiki". Arkiveret fra originalen 2. januar 2010. Hentet 4. november 2009.
3. ↑  Abiword 2.4.2 Release Notes Arkiveret 15. juni 2009 hos  Wayback Machine. Retrieved 2009-03-03
4. ↑  "We need Track Changes. When? – Google Docs Help". Arkiveret fra originalen 24. maj 2009. Hentet 4. november 2009.
5. ↑  1 + 2 = 1? – Doug Mahugh – Site Home – MSDN Blogs
6. ↑  "IBM Lotus Symphony – Release Notes". Arkiveret fra originalen 10. juli 2009. Hentet 4. november 2009.
7. ↑  "Arkiveret kopi". Arkiveret fra originalen 13. maj 2008. Hentet 4. november 2009.
8. ↑  "Sun ODF Plugin for Microsoft Office" (PDF). Hentet 2009-06-26.
9. ↑  Microsoft Expands List of Formats Supported in Microsoft Office: Move enhances customer choice and interoperability with Microsoft’s flagship productivity suite
10. ↑  "Corel WordPerfect Office X4 - Standard Edition - Compatible". Hentet 2008-05-03.